# Centro Histórico de Pirenópolis
O Centro Histórico de Pirenópolis constitui a parte mais antiga do município de Pirenópolis, localizado no estado brasileiro de Goiás. Foi fundado em 7 de outubro de 1727.
Segundo o IPHAN, "a cidade reúne um dos mais ricos acervos patrimoniais do Brasil Central e se manteve como testemunho vivo dos primeiros tempos da ocupação do território goiano".

## Descrição
O centro histórico de Pirenópolis abrange a área histórica do município brasileiro de Pirenópolis, no estado de Goiás. Todo o seu perímetro urbano foi tombado pelo IPHAN como patrimônio histórico em 1989, integrando 17 hectares denominados oficialmente Conjunto Arquitetônico, Urbanístico e Paisagístico de Pirenópolis. Alguns bens individuais já haviam sido tombados antes.

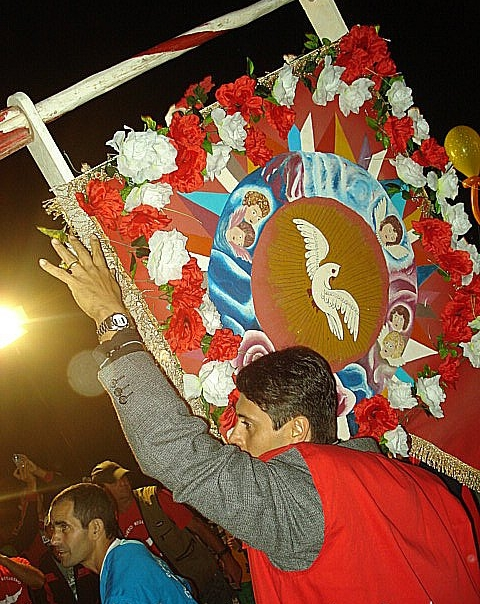
Bandeira do Divino de Pirenópolis

No conjunto tombado destacam-se a Igreja Matriz de Nossa Senhora do Rosário; a Fazenda Babilônia, na zona rural; a  Igreja de Nossa Senhora do Carmo; a Igreja de Nosso Senhor do Bonfim; o Cine Teatro Pireneus; a Casa de Câmara e Cadeia; o Salão Paroquial; a Casa Paroquial; a Ponte Sobre o Rio das Almas; a Ponte Pênsil Dona Benta e o Theatro Sebastião Pompeu de Pina. Também é digna de nota sua Festa do Divino, considerada pelo IPHAN "uma das mais expressivas celebrações do Espírito Santo no país". Em 2010 a Festa do Divino de Pirenópolis foi inscrita pelo IPHAN no Livro de Registro das Celebrações como patrimônio cultural.
A preservação deste patrimônio histórico começou na década de 1940, quando foi tombada a Igreja Matriz de Nossa Senhora do Rosário. Em 1965 foi tombada a Fazenda Babilônia. Em 1989, os principais monumentos foram tombados em conjunto. A partir daí foram promovidas várias ações no sentido de preservar todo o patrimônio histórico, cultural e arquitetônico do município. O sítio foi declarado, em 1989, Monumento Nacional, pelo Congresso Nacional.
Pirenópolis tornou-se um importante pólo econômico no início do século XVIII. Até o início do século XXI, por causa da, por assim dizer, estagnação, Pirenópolis manteve preservada sua arquitetura. Então, as atividades culturais e o turismo começaram a se tornar relevantes, e a preservação e o tombamento dos monumentos começou a ser feito.
A arquitetura barroca da cidade tem um traçado irregular, de influência Colonial, adaptando-se de forma orgânica às curvas do terreno e sendo influenciada pela arquitetura religiosa.
A arquitetura civil, ao contrário da religiosa, é simples perto da de outras cidades brasileiras da época. Recebeu influência da arquitetura portuguesa, como construções com sacada em pedra ou madeira, fachadas contíguas e grandes quintais, adaptada ao clima tropical do local.
Suas ruas, becos, casarios, igrejas e outros espaços e monumentos conservam sua autenticidade, emoldurados por uma paisagem natural exuberante.

## Galeria

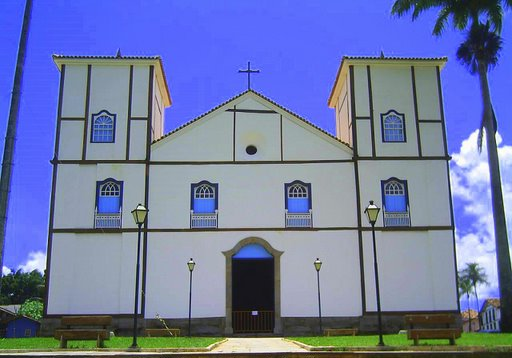
Matriz do Rosário
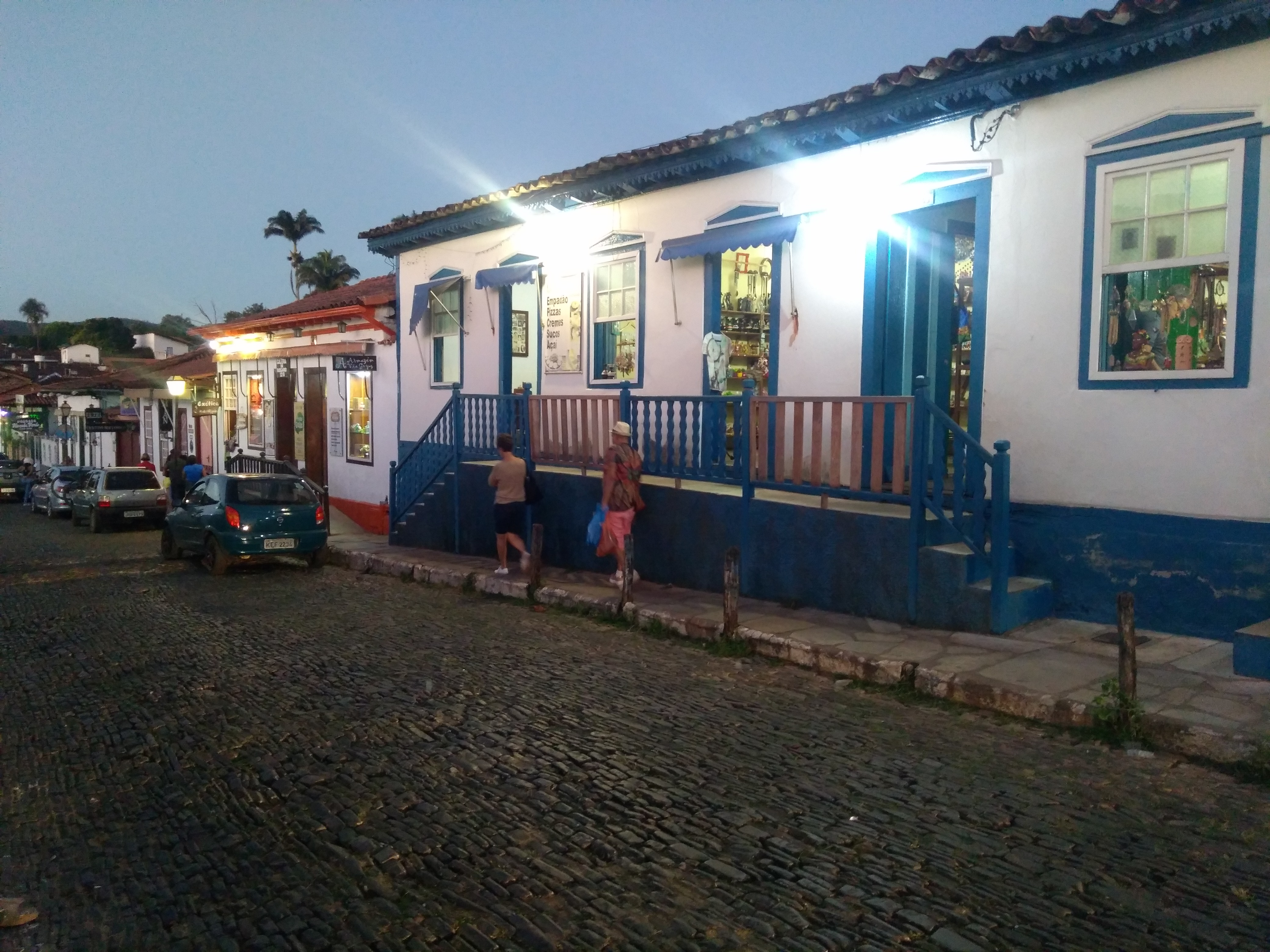
Casario
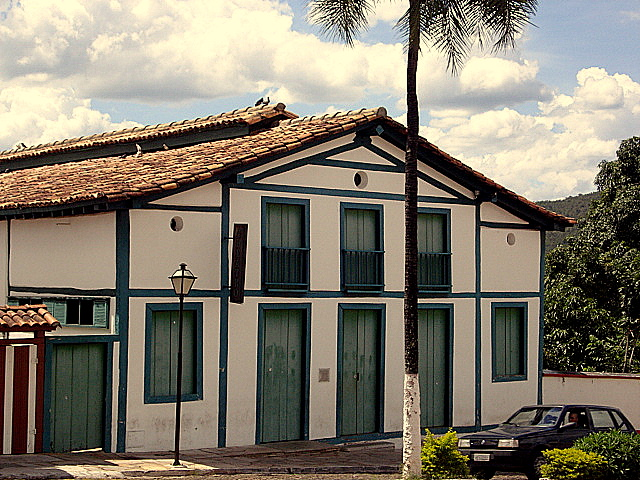
Theatro Sebastião Pompeu de Pina
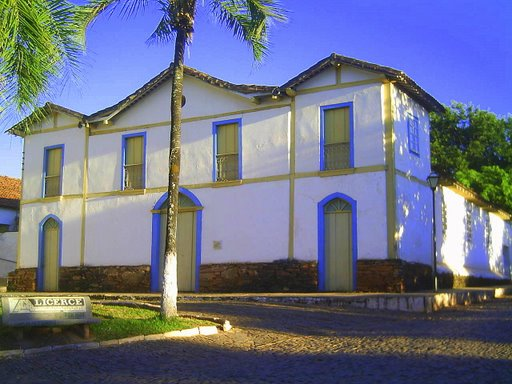
Igreja do Carmo - Museu de Arte Sacra

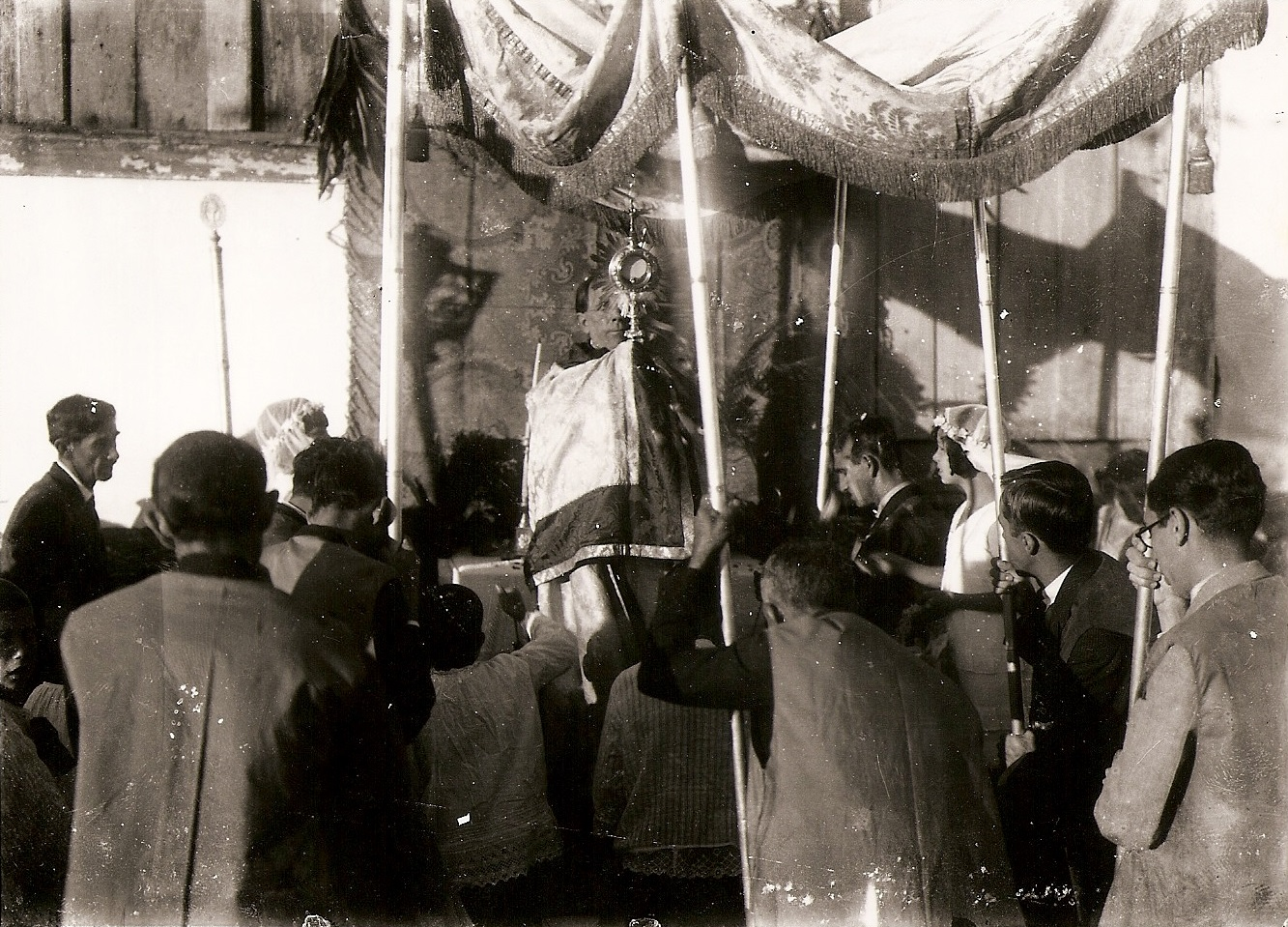
Corpus em Christi em 1930
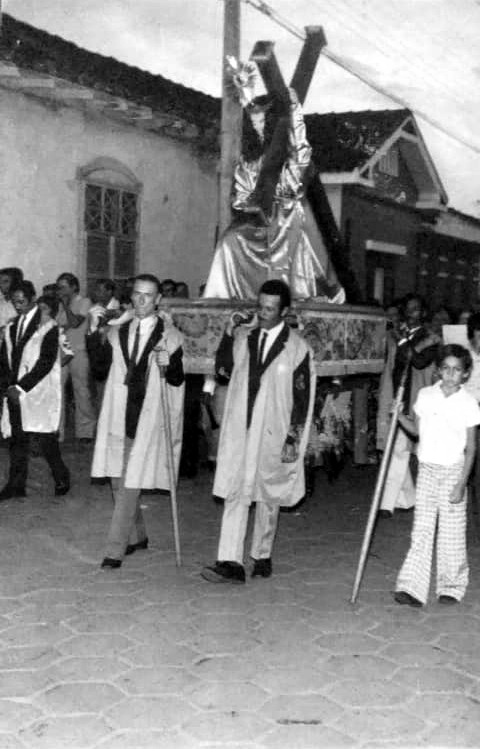
Procissão do Encontro em 1960
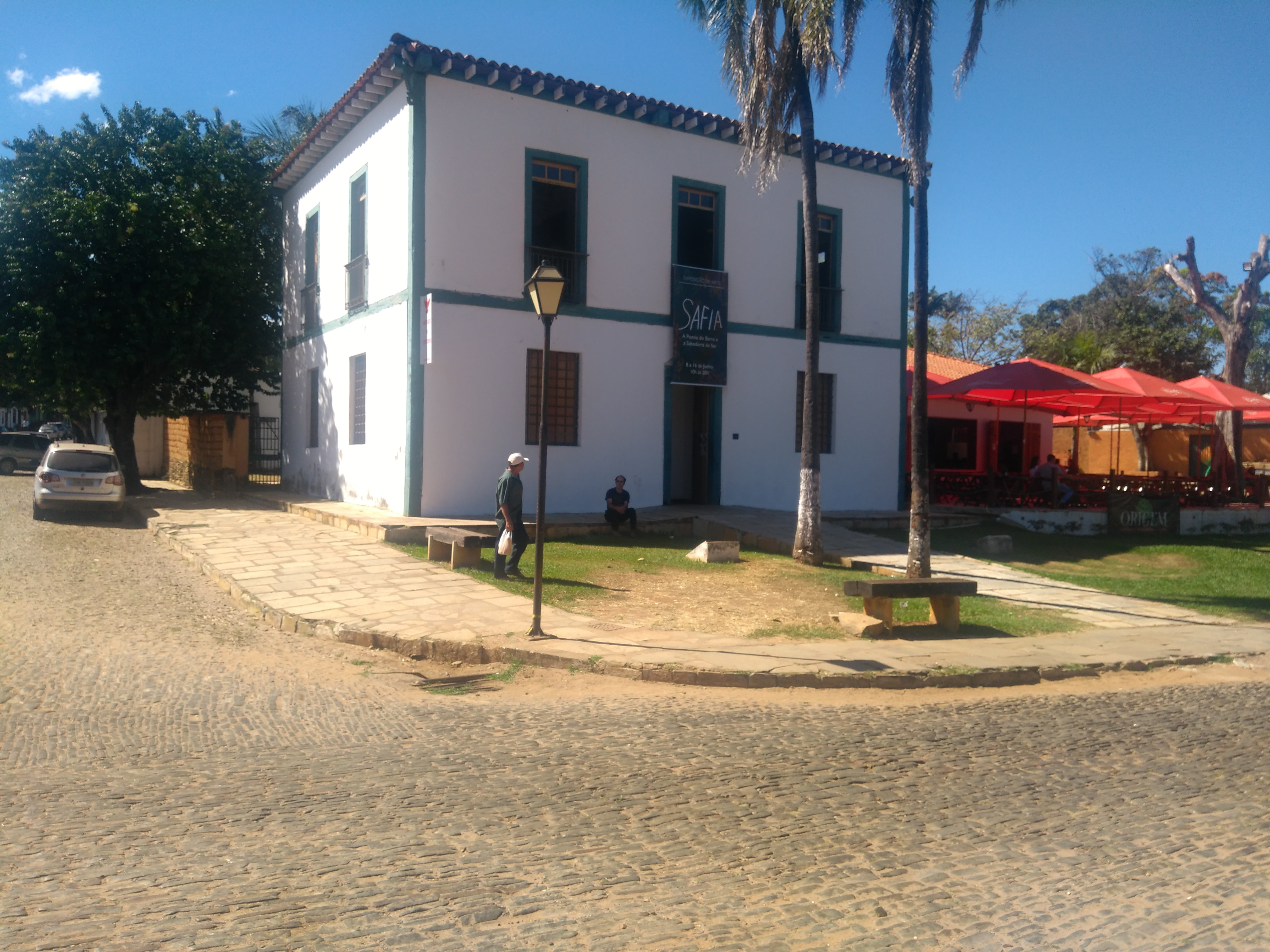
Casa de Câmara e Cadeia
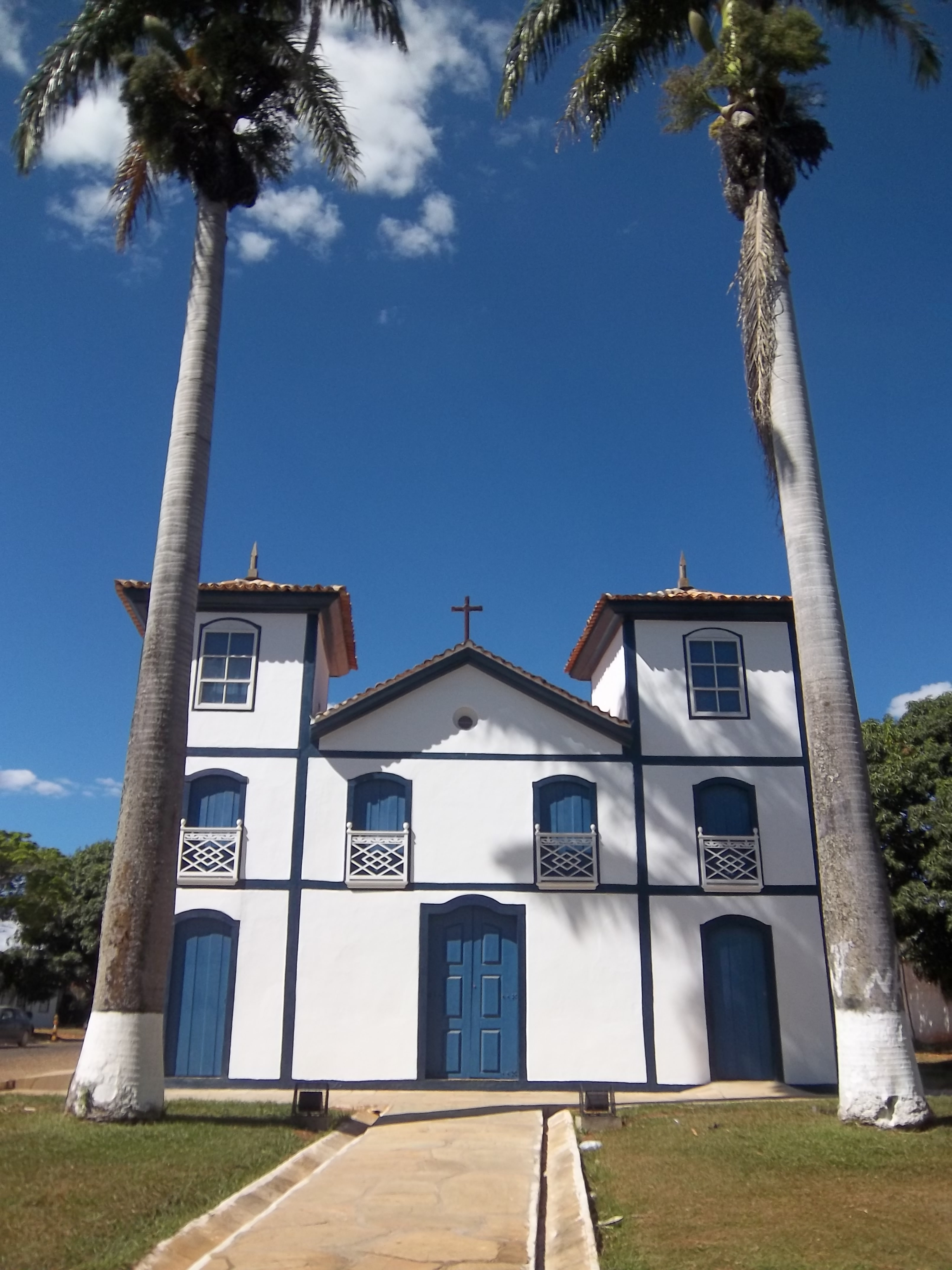
Igreja Nossa Senhora do Bomfim